# Ławiec
Ławiec (biał. Лавец; ros. Ловец) – wieś na Białorusi, w obwodzie mohylewskim, w rejonie mohylewskim, w sielsowiecie Wiendaraż.